# Tjärnen (Råneå socken, Norrbotten)
Tjärnen är en sjö i Bodens kommun i Norrbotten och ingår i Töreälven-Vitåns kustområde.